# Košeca
Košeca este o comună slovacă, aflată în districtul Ilava din regiunea Trenčín, pe malul râului Podhradský potok⁠(d). Localitatea se află la altitudinea de 253 m deasupra n.m., se întinde pe o suprafață de 18,94 km2 și în 2017 număra 2.664 de locuitori.

## Istoric
Localitatea Košeca este atestată documentar din 1272.

## Demografie
| An:                | 1994 | 2004   | 2014   | 2024    |
| ------------------ | ---- | ------ | ------ | ------- |
| Număr de persoane: | 2434 | 2474   | 2564   | 2826    |
| Diferență:         |      | +1,64% | +3,63% | +10,21% |

| An:                | 2023 | 2024   |
| ------------------ | ---- | ------ |
| Număr de persoane: | 2830 | 2826   |
| Diferență:         |      | −0,14% |

## Orașe înfrățite
Košeca este înfrățit cu:
- Štítná nad Vláří-Popov, Cehia